# Tridacna derasa
Tridacna derasa (лат.) — вид морских двустворчатых моллюсков из семейства cердцевидок (Cardiidae).

## Описание
Длина раковины достигает до 60 см в длину. Раковина имеет 6—7 слабо выпуклых складок, что позволяет отличать вид от близкородственной Tridacna gigas, у которой на раковине имеются более выраженные складки. Закрывание и открывание створок происходит при помощи мышц-замыкателей. Щитки — наросты на раковине, которые присутствуют у большинства других видов рода Тридакна и являются определяющим признаком рода, отсутствуют, хотя известны случаи обнаружения экземпляров с ними. Мантия обычно имеет узор волнистых полос или пятен и может быть ярко окрашена различными сочетаниями оранжевого, желтого, черного и белого цветов, часто с блестящими синими или зелеными линиями. Прикрепляется к грунту посредством мускульной ноги.
Дыхание происходит через ктенидии, а питание — посредством фильтрации через рот. Питание также осуществляется эндосимбиотическим путем: одноклеточные водоросли зооксантеллы, живущие в тканях моллюска, превращают углекислый газ и растворенный азот, например аммоний, в углеводы и другие питательные вещества для своих хозяев.

## Ареал
Встречается на глубине от 4 до 10 метров. Обитает в водах Австралии, Кокосовых островов, Океании, Филиппин, Вьетнама. Была интродуцирована в Маршалловых островах, Самоа и Американском Самоа, после исчезновения была реинтродуцирована на Гуаме, в Федеративных штатах Микронезии и на Северных Марианских островах.

## Охранный статус
Занесeна в Международную Красную книгу со статусом Vulnerable species «Уязвимый вид». Включена во II приложение CITES.

## Значение для человека
Является пищевым продуктом, а также популярным аквариумным видом. Выращивается в аквакультурах.